# Audi 200
L'Audi 200 est une berline tricorps développée par le constructeur allemand Audi, de 1979 à 1991. Construite sur la base d'une Audi 100, elle naît en septembre 1979 pour concurrencer BMW et Mercedes-Benz sur le marché des berlines haut de gamme. L'Audi 200 représente la gamme la plus luxueuse (pour les berlines), le porte drapeau unique à 4 portes, proposé par la marque d'Ingolstadt. Exclusivement équipée du 5 cylindres 2,1 litres du constructeur, l'Audi 200 première génération obtiendra cependant un succès mitigé, seulement 51 000 exemplaires produits. La deuxième génération, sortie en 1983, connaîtra davantage de succès, notamment grâce à une déclinaison en break (Audi 200 Avant) à partir de 1984, une version Quattro 20V aux performances exceptionnelles et quelques prestigieuses apparitions en compétition automobile.

## Audi 200 C2
Extrapolée de l'Audi 100 cette première génération lui emprunte également son moteur 5 cylindres 2,1 litres maison. Deux versions sont disponibles, dotées de l'injection Bosch K-Jetronic.
La première, baptisée Audi 200 5E, développant 136 ch, reprend le moteur le plus puissant disponible sur l'Audi 100. Elle dispose d'une boîte de vitesses à cinq rapports.
La deuxième version, produite de février 1980 à août 1982, est nommée Audi 200 5T. Elle est équipée d'un turbo KKK qui pousse sa puissance à 170 ch et permet au véhicule d'atteindre les 202 km/h en vitesse de pointe. Le 0 à 100 km/h est obtenu en 9 secondes.
Ce modèle fut également vendu aux États-Unis sous le nom d'Audi 5000 S Turbo. Ce fut à l'époque le véhicule de type traction le plus puissant, diffusé en grande série.
Ces deux versions sont également disponibles en option avec une boîte automatique à 3 rapports.
Elle sera produite à 51 000 exemplaires.

### Motorisations
| Essence | Essence             | Essence   | Essence                        | Essence                | Essence      |
| Modèle  | Cylindres/ Soupapes | Cylindrée | Puissance maxi                 | Couple maxi            | Vitesse maxi |
| ------- | ------------------- | --------- | ------------------------------ | ---------------------- | ------------ |
| 5E      | 5/10                | 2 144 cm3 | 100 kW (136 ch) à 5 700 tr/min | 185 N m à 4 200 tr/min | 190 km/h     |
| 5T      | 5/10                | 2 144 cm3 | 125 kW (170 ch) à 5 400 tr/min | 270 N m à 3 200 tr/min | 202 km/h     |

### Galerie d'images

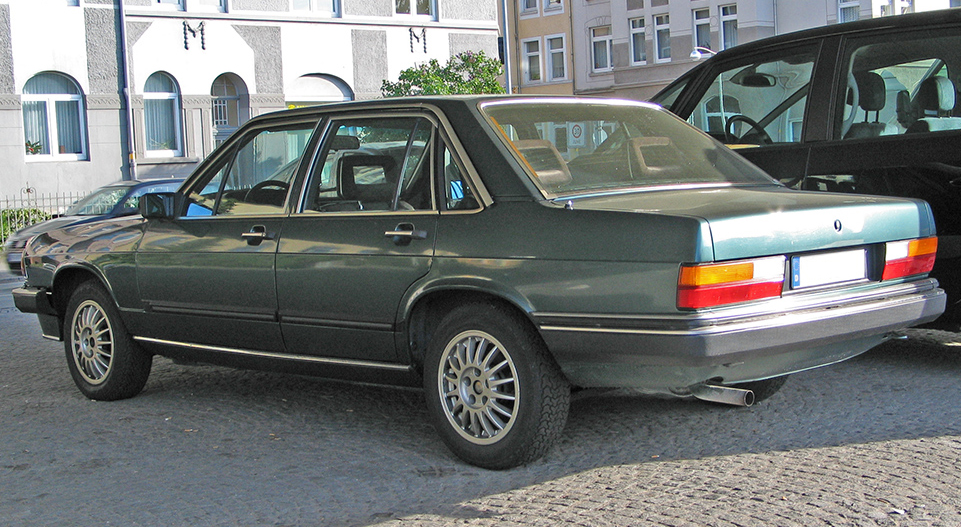
Audi 200 C2 vue de derrière
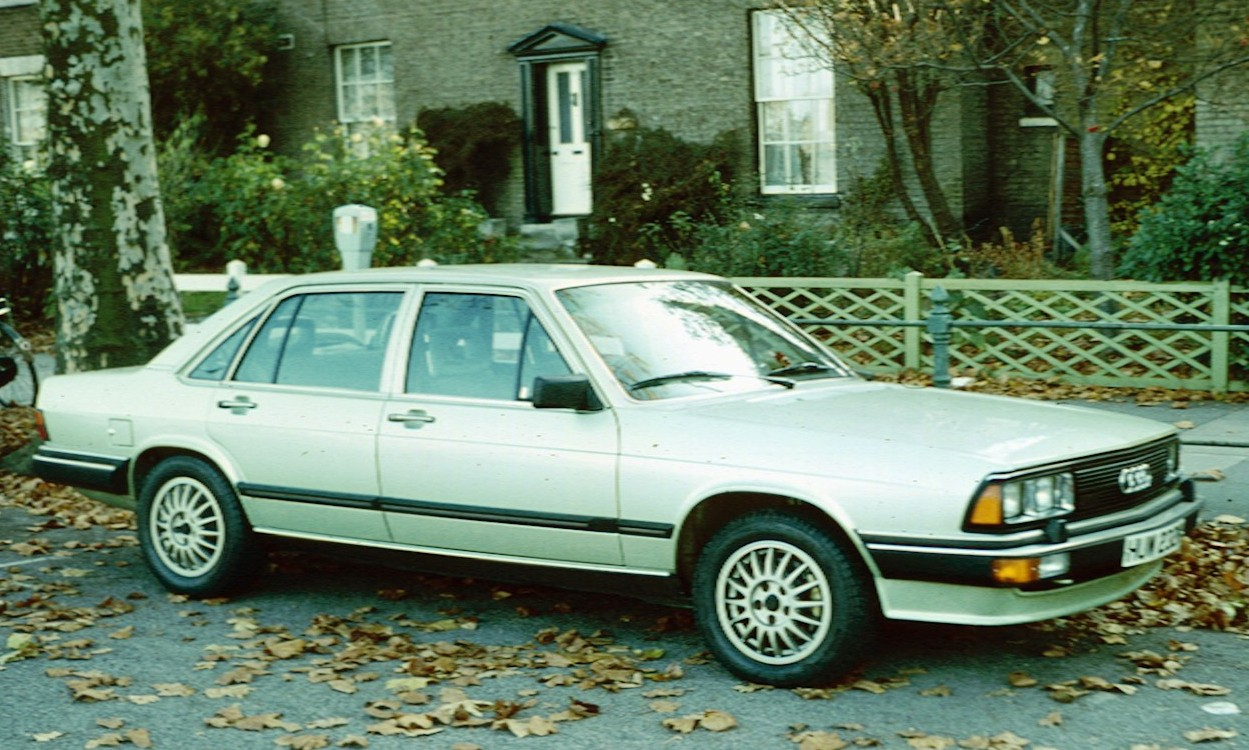
Audi 200 C2
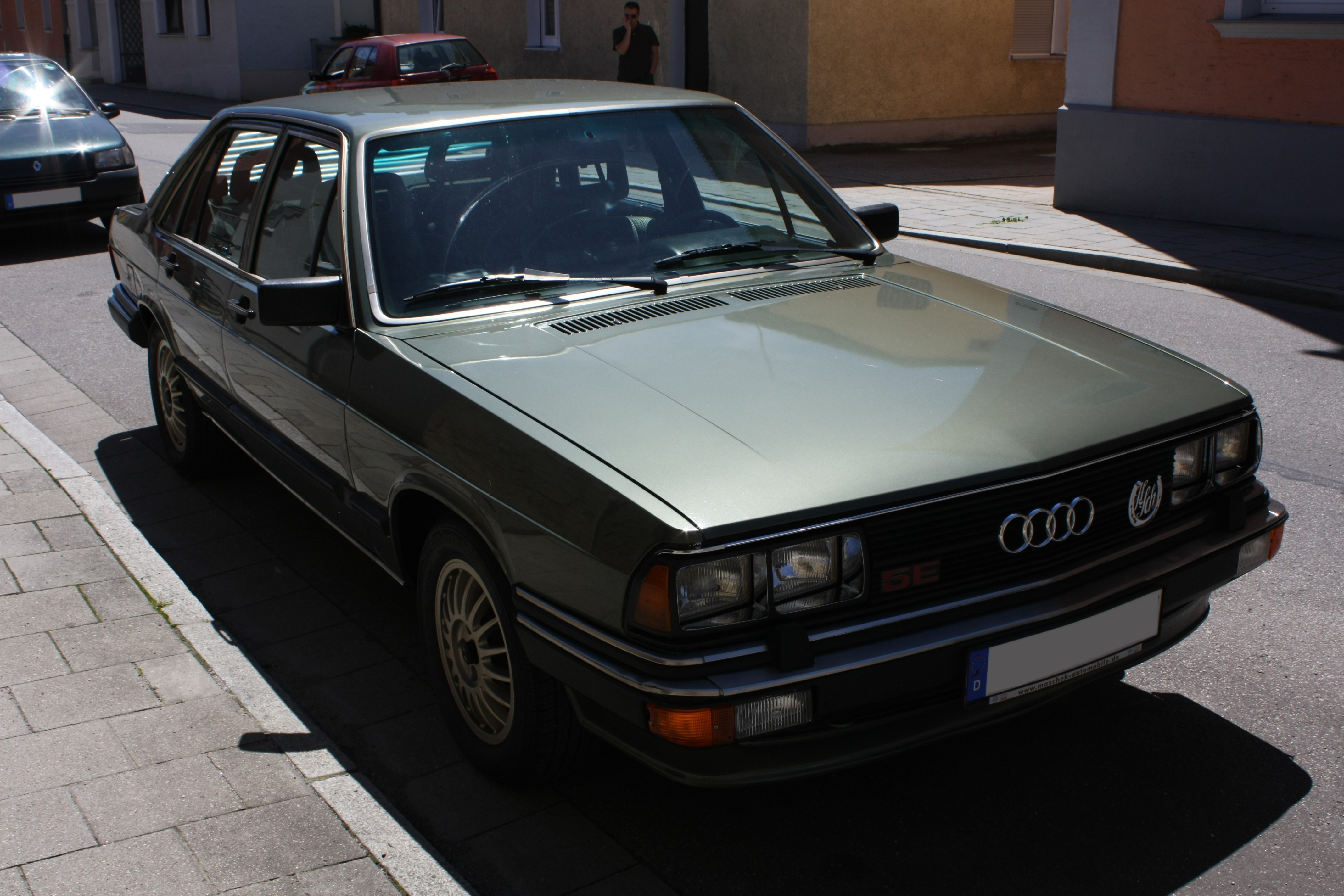
Audi 200 C2 5E Vue de devant
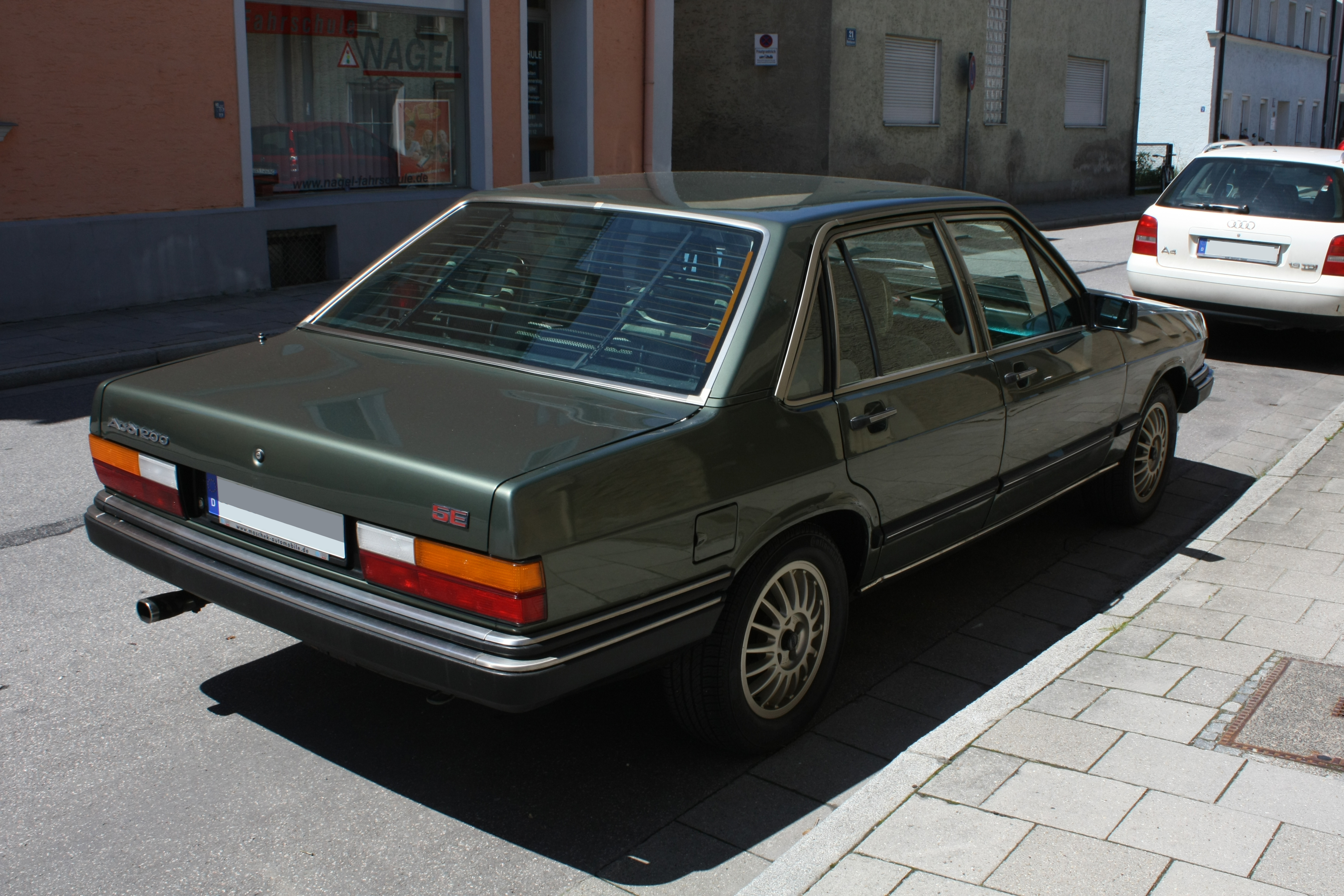
Audi 200 C2 5E Vue de derrière

## Audi 200 C3
La deuxième génération de l'Audi 200 suit l'évolution visuelle de l'Audi 100 lancée à l'automne 1982. Sa carrosserie est identique à celle de sa sœur cadette, dont l’aérodynamique poussée constitue le meilleur résultat obtenu sur une berline de grande diffusion.
Si la version atmosphérique n'a pas subi de changements majeurs, la version turbo passe à 182 ch grâce à l'ajout d'un échangeur air/air et d'une évolution de l'alimentation en général, et s'appelle désormais Audi 200 Turbo.
Deux versions catalysées feront leur apparition à partir de 1984, faisant chuter la puissance à 140 ch pour le 2,1 litres. La seconde version catalysée bénéficie d'une augmentation de l'alésage portant sa cylindrée à 2.2 litres. Elle développe une puissance de 165 ch.
En 1984, les Audi 200, 200 Quattro ont innové mondialement. Le turbo, refroidi par eau, en plus de l'échangeur air-air  voit ainsi sa longévité doublée. 
Sources : autosport.com, Le Moniteur Automobile, Sport Auto, Echappement, Auto-Journal du 1/04/1985 avec un article signé André Costa. 
En 1988, l'habitacle est redessiné (tableau de bord séduisant, façon Porsche) et une version Quattro à transmission intégrale permanente voit le jour. Le 2.1 est remplacé par uvoin 2.2 de 200 ch.
En 1989, l'Audi 200 atteint son apogée avec la sortie de la version Quattro 20V, dotée d'une transmission intégrale et d'un 2,2 litres délivrant 220 ch grâce à une distribution à deux arbres à cames en tête et quatre soupapes par cylindre, ainsi qu’à une injection électronique Bosch Motronic.
Le couple passe à 315 Nm obtenus à 1 950 tr/min et la 200 affiche une vitesse maximum de 240 km/h. La version européenne de cette variante se distingue extérieurement par les pare-chocs intégraux imposants de la version américaine de la 200, en plus des ailes élargies de la 100 Sport.
Toutes les versions ont également existé en break dénommé Avant, lancé en 1984.
Cette deuxième génération de l'Audi 200 sera produite à 94 000 exemplaires jusqu'en 1991.
À noter que cette voiture apparaît en 1987 dans le film Tuer n'est pas jouer. Cette Version Exklusiv se définit avec un gris anthracite phase 1, un jeu de 4 jantes BBS de 16 pouces, une préparation audio et une sellerie en cuir bi-ton noir et gris. Cet exemplaire est précieusement conservé par le département "Audi Tradition", dans le musée Audi, à Ingolstadt.
À noter que la version Exklusiv est une série spéciale, une vraie rareté dont le nombre d'exemplaires produits reste encore incertain, mais estimé à environ 250 pièces vendues.

### Motorisations
| Essence               | Essence             | Essence   | Essence                        | Essence                | Essence      |
| Modèle                | Cylindres/ Soupapes | Cylindrée | Puissance maxi                 | Couple maxi            | Vitesse maxi |
| --------------------- | ------------------- | --------- | ------------------------------ | ---------------------- | ------------ |
| 2.1                   | 5/10                | 2 144 cm3 | 100 kW (136 ch) à 5 700 tr/min | 185 N m à 4 200 tr/min | 190 km/h     |
| 2.1 Turbo Catalysé    | 5/10                | 2 144 cm3 | 104 kW (141 ch) à 5 500 tr/min | NC                     | NC           |
| 2.1 Turbo             | 5/10                | 2 144 cm3 | 134 kW (182 ch) à 5 700 tr/min | 257 N m à 3 600 tr/min | 230 km/h     |
| 2.2 Turbo Catalysé    | 5/10                | 2 226 cm3 | 121 kW (165 ch) à 5 500 tr/min | 240 N m à 3 000 tr/min | 194 km/h     |
| 2.2 Turbo Quattro     | 5/10                | 2 226 cm3 | 147 kW (200 ch) à 5 500 tr/min | 275 N m à 3 000 tr/min | 235 km/h     |
| 2.2 Turbo Quattro 20V | 5/20                | 2 226 cm3 | 162 kW (220 ch) à 5 900 tr/min | 315 N m à 1 950 tr/min | 240 km/h     |
| 2.3                   | 5/10                | 2 309 cm3 | 100 kW (136 ch) à 5 700 tr/min | 185 N m à 4 200 tr/min | 190 km/h     |

### Galerie d'images

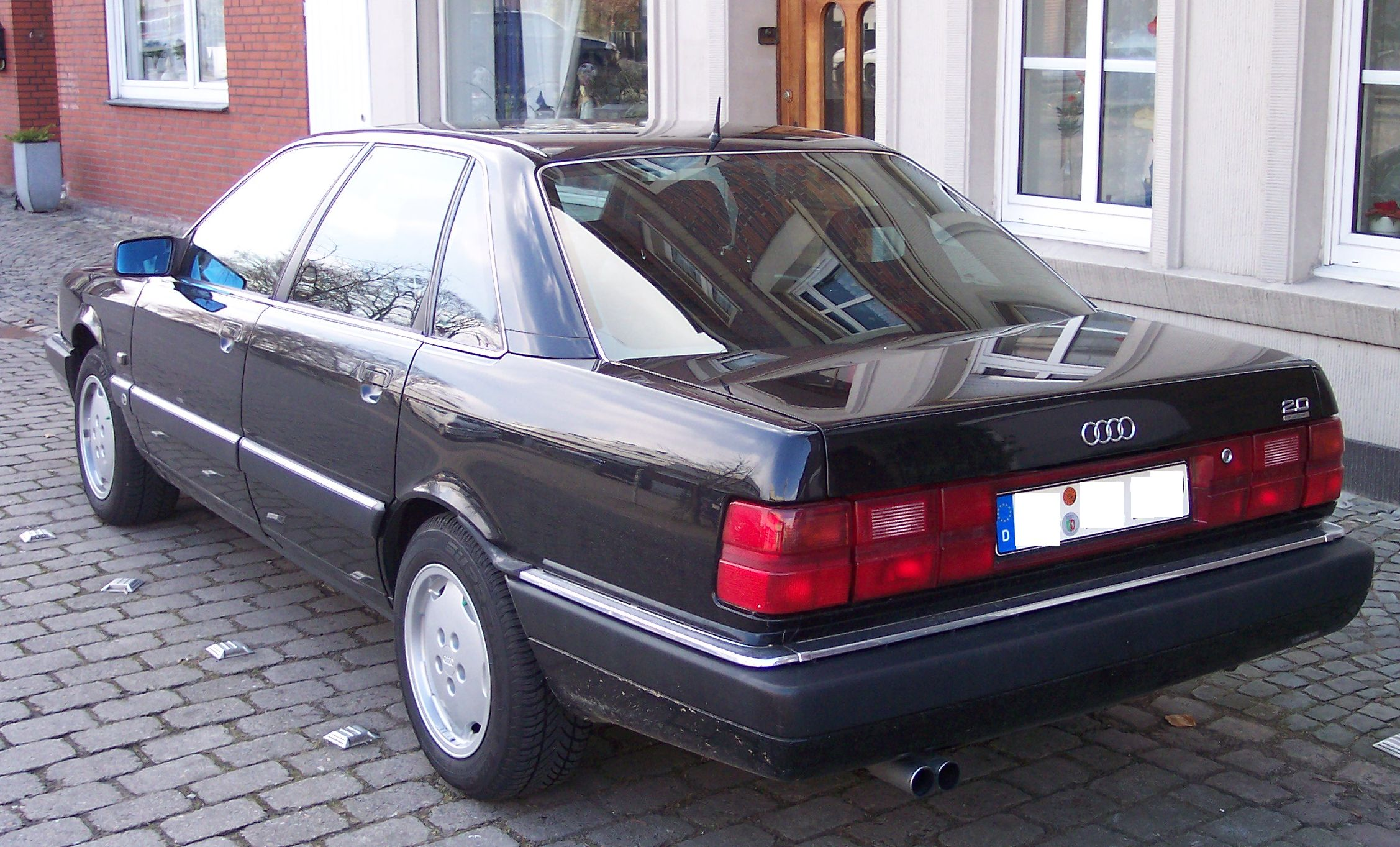
Audi 200 20V de 3/4 arrière
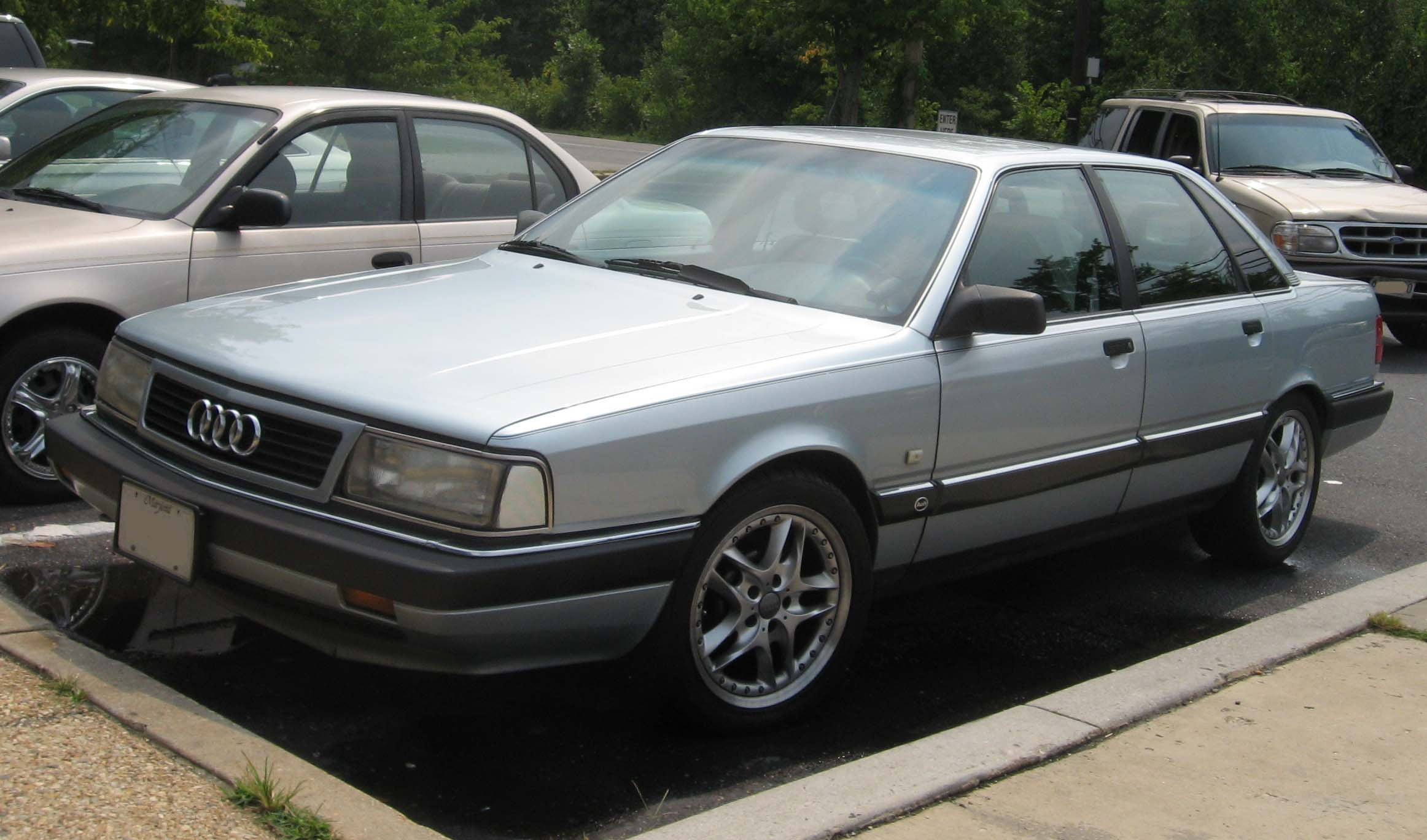
Audi 200 turbo américaine